# Scrutin majoritaire uninominal
 (janvier 2024).
Si vous disposez d'ouvrages ou d'articles de référence ou si vous connaissez des sites web de qualité traitant du thème abordé ici, merci de compléter l'article en donnant les références utiles à sa vérifiabilité et en les liant à la section « Notes et références ».
Le scrutin uninominal, ou scrutin uninominal majoritaire, est un système électoral dans lequel une seule personne est élue lors d'un scrutin. Il peut être utilisé soit pour pourvoir une fonction unique, soit pour élire une assemblée, en divisant le territoire en autant de circonscriptions que de sièges à pourvoir. Il s'agit d'un scrutin majoritaire. Il s'oppose au scrutin plurinominal.
Il existe plusieurs types de scrutin uninominal.
Le scrutin uninominal majoritaire à un tour est le mode de scrutin le plus simple : un seul tour de scrutin est organisé, et le candidat arrivé en tête est élu.
Alternativement, le scrutin peut comporter plusieurs tours. Pour chaque tour de scrutin, les règles électorales prévoient les conditions pour être élu (majorité absolue, qualifiée, ou relative), et, dans le cas où elles ne sont pas remplies, les conditions pour se maintenir au tour suivant (en termes de rang, de part des suffrages exprimés, ou de part des électeurs inscrits). Les règles électorales prévoient souvent un nombre limité de tours de scrutin : lors du dernier tour, le candidat arrivé en tête est élu. C'est le cas par exemple du scrutin uninominal majoritaire à deux tours.
D'autres systèmes uninominaux majoritaires, dits à préférences multiples ordonnées, reposent sur le classement des candidats. Différents procédés, comme le vote alternatif, la méthode Condorcet et la méthode Borda, permettent ensuite de déterminer le vainqueur. La méthode du jugement majoritaire permet par ailleurs de déterminer un vainqueur sans classement des candidats les uns par rapport aux autres.
L'introduction de circonscriptions pourrait permettre une meilleure identification des électeurs avec les candidats et vice versa. Selon les partisans de ce mode de scrutin, le vote dans des circonscriptions affaiblit la tendance à la concentration du pouvoir, qui est à son tour renforcée par la représentation proportionnelle avec scrutin de liste.